# Kraljevstvo Burgunda
Kraljevstvo Burgunda ili Prvo Burgundsko Kraljevstvo je bilo kraljevstvo naroda Burgunda koje je nastalo 411. godine na području osvojenom u napadu na Zapadno Rimsko Carstvo i trajalo je do franačkog osvajanja Burgunda 534. godine.

## Kraljevina
Koristeći povlačenje većine rimske vojske s granice na Rajni u obranu Italije pod napadom Gota, vojni savez barbarskih naroda Alana, Vandala i Sveva 31. prosinca 405., odnosno 406., prelazi preko zaleđene Rajne i napada Zapadno Rimsko Carstvo. Jesu li Burgundi sudjelovali u zajedničkom napadu, danas je još uvijek predmet debate, no njih već 411. nalazimo na području rimske Galije, nakon čega njihov kralj Gundahar u savezu s Alanima Jovina proglašava za marionetskog rimskog cara. U mirovnom sporazumu legitimni car Honorije "poklanja" Burgundima i njihovom kralju, kojeg Rimljani nazivaju zapovjednikom Burgunda, područje koje su osvojili. Burgundi su odlučili iskoristiti razdoblje posljednjeg rimskog trijumvirata i građanskog rata između raznih generala za daljnje širenje svog područja i pljačku rimskih provincija. Završetkom građanskog rata vlast preuzima general Flavije Aecije, novi de facto vladar Zapadnog Rimskog Carstva, koji stvara ujedinjenu rimsko-hunsku vojsku za rat protiv Burgunda. To rezultira katastrofalnim porazom Burgunda 437. godine i spaljivanjem Wormsa, burgundskog glavnog grada, u događaju koji ulazi u nordijsku mitologiju pod imenom Nibelungen. Preostali Burgundi su preseljeni nakon ovoga poraza na šire područje današnje Ženeve, odakle će od 461. godine napadati ostatke raspadajućeg Zapadnorimskog carstva i značajno proširiti teritorij svoga kraljevstva na Savoju, Lyon i Vienne. Više od 4 desetljeća duga vladavina kralja Gundobada, koji je ranije  bio vrhovni zapovjednik zapadnorimske vojske, postaje razdoblje kasnije nedostižnog prestiža ovog kraljevstva. Novim kraljem nakon smrti oca 516. godine postaje Sigismund Burgundski koji je ratovao s franačkim kraljem Hlodomerom, no doživio je poraz i bio je ubijen. 524. godine na vlast dolazi Sigismundov brat, Godomar, koji pobjeđuje Franke u Bitki kod Vézeroncea 25. lipnja 524. godine. Deset godina kasnije, tijekom novoga obrambenoga rata protiv Franaka, Godomar je poražen i ubijen, nakon čega je Kraljevstvo Burgunda anektirano u franačku državu.

## Povezano
- Burgundija
- Drugo Burgundsko Kraljevstvo
- Burgundsko Vojvodstvo

## Napomena
Kraljevstvo Burgunda de jure ne postoji do 443. godine, budući da ga nitko nije priznao, za razliku od, na primjer, Vizigotskog Kraljevstva koje je priznato 418. godine.